# Fritzdieter Gerhards
Fritzdieter Gerhards (* 2. Februar 1935 in Wuppertal; † 2. April 2011 in Köln) war ein deutscher Regisseur und Theaterintendant. Er studierte Kunstgeschichte, Psychologie, und Theaterwissenschaft in Frankfurt am Main und Wien.

## Leben und Wirken
Dr. Gerhards sammelte erste praktische Erfahrungen an Theatern in Linz, Luzern und Göttingen als Schauspieler, Regieassistent und Dramaturg, ehe er 1972 erstmals als Dramaturg an das Theater Oberhausen kam. Es folgten in der gleichen Position, Stationen an den Bühnen der Stadt Essen und an der Kölner Oper.
Zum Beginn der Spielzeit 1977/78 kam er als Intendant zurück nach Oberhausen. In diesem, zur damaligen Zeit reinem Musiktheater, gestaltete er den Spielplan auf eine eigenständige Weise, um sich von den umliegenden Opernhäusern abzugrenzen. So wurden fast vergessene Werke wieder aufgeführt, es gab eine Reihe mit Mozart Opern und bei den Musicals europäische und deutsche Erstaufführungen. So gelang die letztmögliche deutsche Erstaufführung einer Verdi-Oper: König für einen Tag. Auch Albert Lortzings Casanova kam unter Gerhards neuerlich zu einer Aufführung. Dabei benutzte er auch ungewöhnliche Spielorte wie ein Zelt, dem MusicCircus am Stadion Niederrhein. Die Rocky Horror Show (Regie Manfred Repp) lockte Besucher aus ganz Deutschland.
Im Kinder- und Jugendtheater baute er das Repertoire auch für ein erwachsenes Publikum aus, u. a. mit Vorstellungen von Friedrich Schillers Die Räuber, Gerhart Hauptmanns Die Weber und Bertolt Brechts Arturo Ui.
Im Herbst 1990 kam es zum Zerwürfnis zwischen der Stadt Oberhausen und Gerhards, das mit einer vorzeitigen Vertragsauflösung endete.
Von 1991 bis 2002 war er Intendant der Schlossfestspiele Ettlingen und der Wetzlarer Festspiele. Von 1995 bis 2010 war er zudem als Regisseur und Autor für die Cäcilia Wolkenburg der Bühnenspielgemeinschaft des Kölner Männer-Gesang-Verein tätig.
Insgesamt hat Gerhards über 100 Stücke im In- und Ausland inszeniert.

## Inszenierungen (Auswahl)

### Theater Oberhausen
| 1972/73 - Die Geschichte vom Soldaten (Igor Strawinski) 1978/79 - Die Nürnberger Puppe (Adolphe Adam) - Angelique (Jacques Ibert) - Pimpinone (Georg Philipp Telemann) - Carmen (Georges Bizet) 1979/80 - Der Kapellmeister (Domenico Cimarosa) - Il signor Bruschino (Gioachino Rossini) - Arlecchino (Ferruccio Busoni) - West Side Story (Leonard Bernstein) 1980/81 - Mozarts Zelttheater (Gerhards/Kothes) - Hoffmanns Erzählungen (Jacques Offenbach) 1981/82 - Die Heirat (Modest Mussorgski) - Mavra (Igor Strawinski) - Der Knopf (Ivo Lhotka-Kalinski) - Eugen Onegin (Pjotr Tschaikowski) |  | 1982/83 - Kleider machen Leute (Alexander von Zemlinsky) - Die Dreigroschenoper (Bertolt Brecht und Kurt Weill) - Lottchen am Hofe (Georg Philipp Telemann) - Das Wundertheater (Hans Werner Henze) 1983/84 - Tyll (Mark Lothar) - Die spanische Stunde (Maurice Ravel) 1984/85 - Die Loreley (Max Bruch) - Die Feenkönigin (Henry Purcell) - Till Eulenspiegel (Autor) 1985/86 - Rigoletto (Giuseppe Verdi) - Evita (Andrew Lloyd Webber) |  | 1986/87 - König für einen Tag (Verdi) - Petticoat und Wirtschaftswunder (Autor) - Das Triptychon (Giacomo Puccini) 1987/88 - Tosca (Puccini) - Falstaff (Verdi) - West Side Story (im Music Circus Ruhr) 1988/89 - Cavalleria rusticana (Pietro Mascagni) - Turandot (Busoni) - Die sieben Todsünden (Brecht/Weill) - Moloch (Max von Schillings) 1989/90 - Die menschliche Stimme (Francis Poulenc) - Royal Palace (Weill) - Der Zar läßt sich photographieren (Weill) - Halka (Stanisław Moniuszko) |

### Cäcilia Wolkenburg
- Thiater, Thiater (1995) Regie
- Oh, oh Marie! (1996) Regie und Co-Autor
- En Kölsche Maskerad (1997) Regie und Co-Autor
- Dat hät jefunk! (1998) Regie
- Su nit ihr Kääls! (1999) Regie
- Dat Ding em Rhing (2000) Regie
- Nie mih Kölsch…? (2001) Regie und Co-Autor
- Et Zauberhandy (2002) Regie und Co-Autor
- Olympia am Rhing (2003) Regie und Co-Autor
- Casanova en Kölle (2004) Regie und Autor
- Vun nix kütt nix (2005) Regie und Co-Autor
- Jangk zom Deuvel (2006) Regie und Co-Autor
- Vun nix kütt nix Teil II (2007) Regie und Co-Autor
- Ne kölsche als Edelmann (2008) Regie
- Klüngel op joot kölsch (2009) Regie und Co-Autor
- Met bläcke Fööss (2010) Regie und Co-Autor